# St. Quirin (Kranzberg)

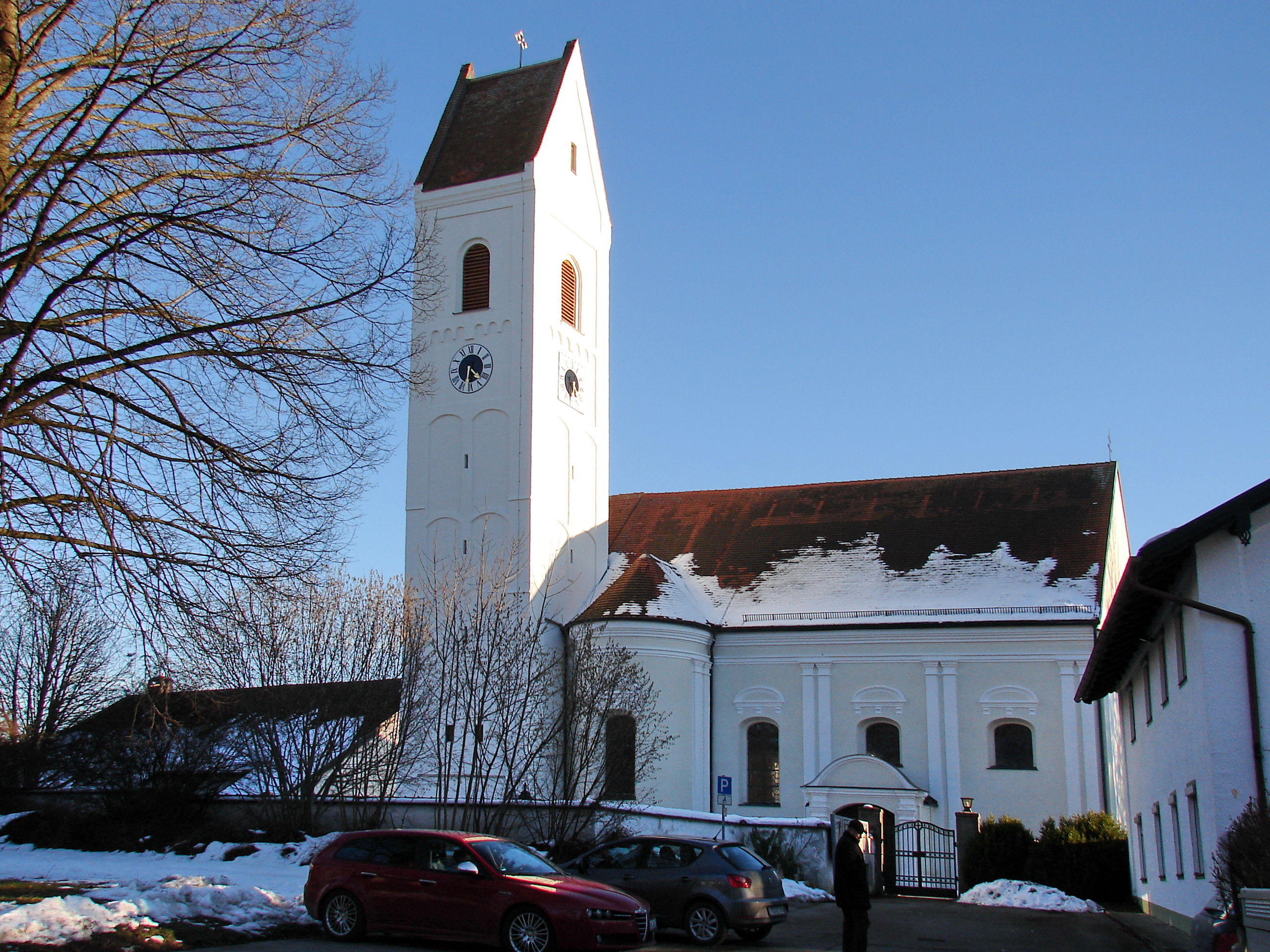
St. Quirin in Kranzberg

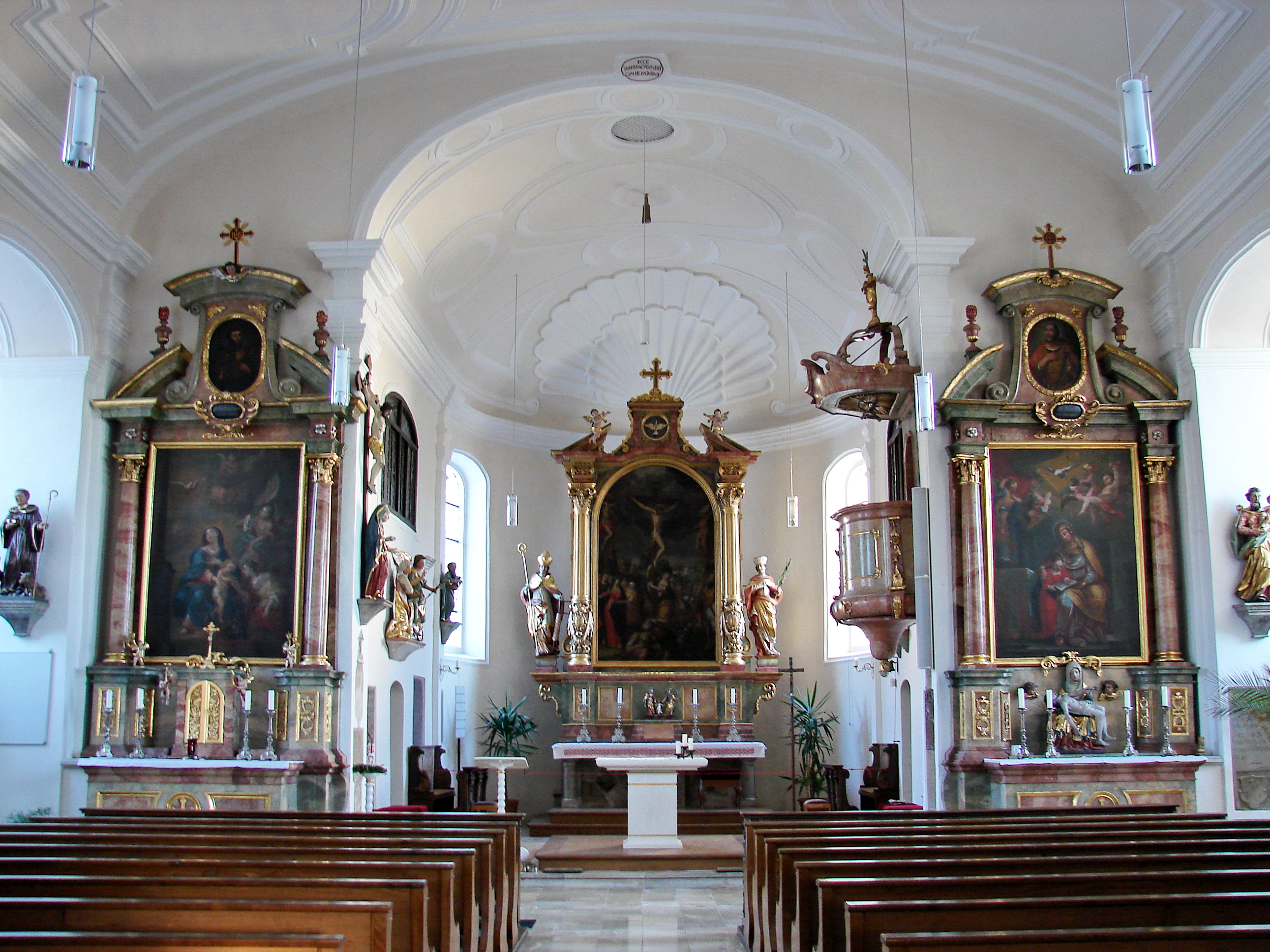
Blick zum Chor

St. Quirin ist der Name der römisch-katholischen Pfarrkirche von Kranzberg, einer Gemeinde im oberbayerischen Landkreis Freising. Die Kirche steht unter Denkmalschutz und ist in der Liste der Baudenkmäler in Kranzberg unter der Nr. D-1-78-137-1 eingetragen. Die Pfarrei gehört zum Dekanat Freising im Erzbistum München und Freising.

## Beschreibung
Die barocke Saalkirche wurde von 1713 bis 1716 erbaut. Sie besteht aus dem Langhaus, dem eingezogenen, halbrund geschlossenen Chor im Osten, dem Chorflankenturm, dessen untere Geschosse vom Vorgängerbau von 1581 stammen, an der Nordwand und einer Sakristei an der Südwand des Chors. Das oberste Geschoss des Chorflankenturms enthält den Glockenstuhl, das Geschoss darunter die Turmuhr. Sowohl an der Nordseite als auch an der Südseite des Langhauses ist je eine halbrund schließende Kapelle angefügt. 
Der Innenraum des Langhauses ist mit einem Tonnengewölbe überspannt, der des Chors mit einer Apsiskalotte. An der Brüstung der Empore sind neun Tafelbilder zum Leiden und Kreuzestod von Jesus Christus angebracht. Die Kanzel wurde 1781 von Matthias Fackler gebaut.

## Orgel

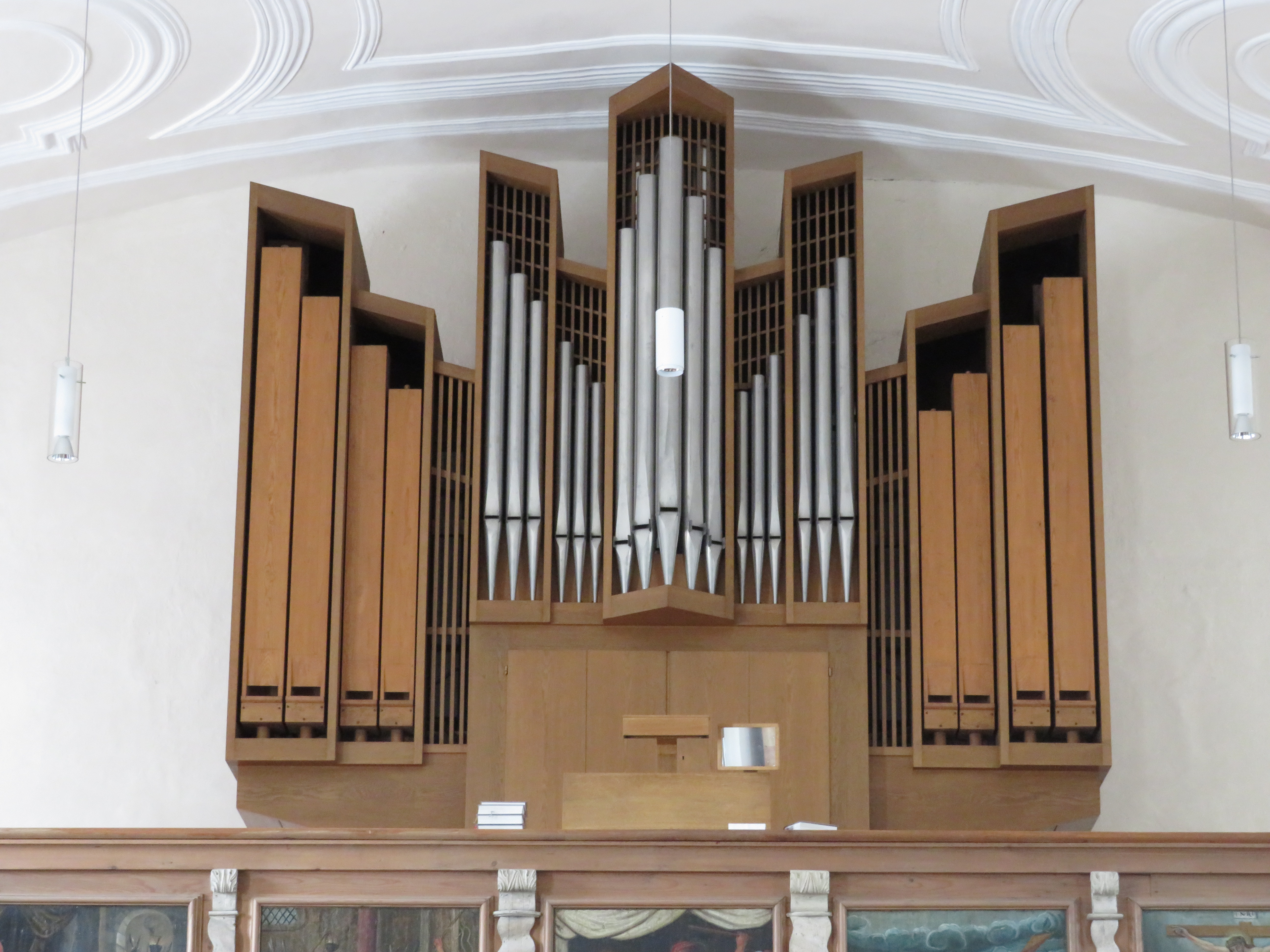
Die Staller-Orgel

Die Orgel mit 12 (Bzw. 15 Register - siehe Hinweis unten unter Disposition) Registern auf zwei Manualen und Pedal wurde von Anton Staller im Jahr 1972 neu gebaut. Die Disposition lautet:
| I Manual C–g3 |       |
| Principal     | 8′    |
| Rohrflöte     | 8′    |
| Octav         | 4′    |
| Blockflöte    | 2′    |
| Mixtur III    | 1 ⁄3′ |

| II Manual C–g3 |       |
| Gedackt        | 8′    |
| Koppelflöte    | 4′    |
| Principal      | 2′    |
| Quinte         | 1 ⁄3′ |

| Pedal C–f1  |     |
| Subbaß      | 16′ |
| Pommer      | 8′  |
| Choralflöte | 4′  |

- Koppeln: II/I, I/P, II/P
- Bemerkungen: Schleiflade, mechanische Spiel- und Registertraktur

Hinweis vom ehemaligen Organist (Charles Muchingile): Die Orgel verfügt schon seit 2006 über 15 Register. Im ersten Manual ist noch ein Nasat 2 2⁄3′. Im zweiten Manual sind noch folgende zusätzliche Register: Scharf 1', und eine sehr schöne Schalmei 8'. Mir ist nicht bekannt, wann und ob diese Register hinzugefügt wurden, oder ob sie nur oben vergessen wurden. Nachdem keine Zusatzladen für diese Register vorhanden sind, und auch am Spieltisch nicht erkennbar ist, das nachträglich etwas hinzugefügt wurde, nehme ich an, dass mit dieser Disposition von Anfang an geplant wurde. Möglicherweise wurden die Pfeifen der Register nur später hinzugefügt.
Des weiteren sind seit ca. 2015 die beiden Türen vorne in dem sich die Pfeifen des zweiten Manuals befinden mit Schwellblätter ersetzt worden. Dazu wurden die beiden Türen zu Lamellen zersägt und wieder verwendet. Im Spieltisch ist ein Schwellpedal installiert worden. So dass das 2. Manual nun etwas schwellbar geworden ist.